# 黄百家
黄百家（こう ひゃっか、Huáng Bǎijiā、1643年12月6日 - 1709年4月29日）は、明末から清初の天文学者・拳法家。もとの名は百学。字は主一。号は不失・耒史・黄竹農家。紹興府余姚県の人。父は儒学者の黄宗羲。
幼少の頃から、彼は内家拳法を実践しており、王征南（名は来咸）から習得し、内家拳に精通。太極拳を創った張三丰を始祖とする内家拳法の技術的な詳細を著した『内家拳法』は黄百家の代表的な著作である。

## 生涯
順治5年（1648年）、黄百家は翁逸・黄宗裔に師事して古典研究に修める。康熙6年（1667年）、25歳の黄百家は父の黄宗羲の弟子ともに師事した。
康熙14年（1675年）に「王征南先生伝」を作成し、王征南の拳撃の技術を説明。康熙26年（1687年）、北京に行き、『明史』の編集に参加。康熙27年（1688年）は本を書いて家に持ち帰った。康熙29年（1690年）、彼は北京での『明史』「暦志」の執筆を完了し、翌康熙30年（1691年）4月にまとめた。康熙34年（1695年）旧暦7月3日、父の黄宗羲は亡くなる。『宋元学案』という宋・元時代の学術史を記した本を黄百家が手を加えている。 というのも、父の黄宗羲が原著で未完に終わり、黄百家が引き継ぐも未完に終わる。結果、全祖望が完成させた。
康熙48年（1709年）旧暦3月20日、黄百家は亡くなった。享年は66。

## 著作
- 『天文志』
- 『明史』「暦志」
- 『内家拳法』（参考『学箕初稿』「王征南先生伝」）
- 『勾股矩測解原』
- 『王劉異同』
- 『体独詩鈔』
- 『明文授読』
- 『失余詩稿』
- 『学箕初稿』
- 『学箕三稿』（『黄竹農家耳逆草』とも）